# Научная библиотека Санкт-Петербургского государственного университета
Научная библиотека Санкт-Петербургского государственного университета — одна из старейших и крупнейших библиотек России, является памятником просвещения, науки и культуры. По богатству и разнообразию фондов она находится в одном ряду с известнейшими университетскими книгохранилищами мира.